# إيما روبرتو شتاينر
إيما روبرتو شتاينر (بالإنجليزية: Emma Roberto Steiner) هي موزعة وملحنة أمريكية، ولدت في 1856 في بالتيمور في الولايات المتحدة، وتوفيت في 27 فبراير 1929.

## وصلات خارجية
- إيما روبرتو شتاينر على موقع ميوزك برينز (الإنجليزية)